# Malajsko-polinezijski narodi
Malajsko-polinezijski narodi, glavna i najveća grana velike austronezijske etnolingvističke porodice koja obuhvaća preko 1.200 različitih naroda i jezika raspršenih na području Oceanije, Indonezije, Malezije i dijelova južnoazijskog kopna (Indokina). 
Premas suvremenoj jezičnoj klasifikaciji u malajsko-polinezijski granu Austronezijaca pripadaju sljedeće skupine:
a) Narodi koji govore jezicima Bali-Sasak: Balijci, Sasak i Sumbawa ili Samawa. Indonezija.
b) Narodi koji govore jezicima Barito: Dusun Malang, Dusun Witu, Dusun Deyah, Malagasy, Lawangan, Tawoyan, Mahakam, Kohin, Dohoi, Siang, Bakumpai, Katingan, Ngaju, Kahayan.
c) Narodi koji govore centralnim malajsko-polinezijskim i istočnim malajsko-polinezijskim jezicima i narod Kuri. Indonezija.
d) Chamorro. Guam.
e) Gayo. Indonezija.
f) Javanci.  Indonezija.
g) narodi koji govore jezicima Kayan-Murik: Kayan, Modang, Punan, Murik. Indonezija.
h) Lampung. Indonezija.
i) Dajaci.
j) Madurci
k) Malajski narodi: Malajci (brojne skupine), Moklen, Ačeh, Čami, Roglai, Chru, Haroi, Jarai, Rhade. Malezija, Indokina.
l) Filipinski narodi.
m) Narodi koji govore jezicima Melanau-Kajang (Melanau, Kayang); sjeverni sarawakan (Berawan, Belait, Kiput, Lelak, Narom, Tutong 2, Bintulu, Kelabit, Murut, Kenyah); Rejang-Sajau; Sabahanski (Bisaya, Dusun, Ida'an; narodi koji govore jezicima Pitanic).
n) Palauci.
o) Penan.
p) Sama-Bajaw (Abaknon, Yakan, Bajau, Sama).
q) Narodi južnog Mindanaoa (Bagobo, Blaan, Tboli, Tiruray).
r) Južnofilipinski narodi (Danao, Manobo, Subanun).
s) Narodi Celebesa: Bungku-Tolaki, Gorontalo-Mongondow, Kaili-Pamona, Minahasan, Muna-Buton, Saluan-Banggai, Sangir i Sangil, južnocelebeski (Bugi, Lemolang, Makassar, Seko, Mamuju, Mandar, narodi koji govore Masenrempulu jezicima, Pitu Ulunna Salu i Toraja-Sa'dan); Tomini-Tolitoli; Wotu-Wolio.
t) Sumatranski narodi: Batak, Enggano, Mentawai, Nias, Sikule i Simeulue.
u: Sundanci.
v: Neklasificirani: Gorap, Hukumina, Katabaga i Rejang.